# Роланд Ненай
Роланд Ненай (алб. Agim Canaj; нар. 28 листопада 1978, Вльора, Албанія) — албанський футболіст та тренер, виступав на позиції півзахисника.

## Кар'єра гравця
Футбольну кар'єру розпочав у «Фламуртарі». З 2001 по 2009 рік захищав кольори «Бюліса» (Балш), «Фламуртарі» (Вльора) та «Ельбасані». Футбольну кар'єру завершив у «Гімарі», за яку виступав з 2011 по 2012 рік.

## Кар'єра тренера
По завершенні кар'єри гравця розпочав тренерську діяльність. З 2012 по 2014 рік очолював «Гімару», а з 2014 по 2015 рік — «Бюліс» (Балш).